# Edouard Chauvenet
Édouard Jérôme Chauvenet (Bonpàs, 13 d'octubre del 1881 - ?) va ser un químic, investigador i professor universitari rossellonès que es dedicà especialment a l'estudi del zirconi i el tori.

## Biografia
Estudià al seminari menor de Prada i al col·legi de Perpinyà, i posteriorment es doctorà en ciències físiques a la universitat de la Sorbona de París. Fou deixeble d'Albert Bouzat (1873-1964). Va ser professor de les Facultats de Ciències de les universitats de Besançon (si més no, ho era el 1914-1917) i de Caen, d'on també en fou director del laboratori de Química Industrial (ja el 1924 i encara hi era als anys 30). La seva producció intel·lectual fou fecunda en el seu camp d'especialització, i publicà una gran quantitat d'articles de tema químic, molts dels quals memòries llegides a l'Académie des Sciences. Afeccionat a la música, compongué una Missa de rèquiem i musicà poemes de Verlaine i de Sully Prudhomme. Fou distingit amb la Legió d'Honor francesa i títol d'Oficial de la Instrucció Pública.
El professor Noel Lozac'h substituí un professor Chauvenet a la universitat de Caen el 1952.

### Robert Chauvenet, el fill
Robert Chauvenet publicà articles de tema químic entre els anys 1932 i 1940 (pel cap baix), i es doctorà en ciències amb una tesi sobre química pel 1940. L'esposa d'aquest, Germaine Toyon (Chauvenet per matrimoni), també es dedicà a la química amb articles publicats fins al 1965.

## Obres

### Llibres
- Contribution à l'étude des dérivés halogénés et oxy-halogénés du thorium ["Thèses présentées à la Faculté des sciences de Paris"] Paris: Gauthier-Villars, 1911
- Leçons élémentaires de Chimie physique Paris: Gauthier-Villars et Cie, 1925
- L'Institut de chimie industrielle, article al llibre L'Université de Caen. Son passé, son présent (1432-1932) Caen: Imprimerie artistique Malherbe, 1932

### Articles
- F.W.Oechsner de Coninck, E. Chauvenet Action du glucose sur l'acide sélénieux, article a Comptes rendus hebdomadaires des séances de l'Académie des Sciences de Paris 141 (1905), p 1234-1235
- F.W.O. de Coninck and Chauvenet Bulletin de l'Académie Royale de Belgique 50 (1906), p. 81, 601
- F.W.Oechsner de Coninck, E. Chauvenet Bulletin de la Classe des Sciences / Académie Royale de Belgique 1907, p. 33-34
- Oxyfluorure et fluorure de thorium, article a Comptes rendus hebdomadaires des séances de l'Académie des Sciences de Paris 146 (1908), p. 973-974
- Chlorures et oxychlorures de thorium, article a Comptes rendus hebdomadaires des séances de l'Académie des Sciences de Paris 147 (1908), p. 1046-1048
- Sur les combinaisons anhydres du chlorure de thorium avec les chlorures alcalins, article a Comptes rendus hebdomadaires des séances de l'Académie des Sciences de Paris 148 (1909), p. 1267-1270
- Sur les combinaisons hydratées du chlorure de thorium avec les chlorures alcalins, article a Comptes rendus hebdomadaires des séances de l'Académie des Sciences de Paris 148 (1909), p. 1519-1522
- Sur les hydrates du chlorure et du bromure de thorium, article a Comptes rendus hebdomadaires des séances de l'Académie des Sciences de Paris 149 (1909), p. 289-292
- E. Chauvenet, J. Chaudier Sur la radioactivité des compongués halogénés et oxyhalogénés du thorium, article a Comptes rendus hebdomadaires des séances de l'Académie des Sciences de Paris 150 (1910), p. 202
- Sur les combinaisons du chlorure de thorium avec l'ammoniac, article a Comptes rendus hebdomadaires des séances de l'Académie des Sciences de Paris 151 (1910), p. 387-389
- Chem.-Ztg. 34 940 (1910)
- Contribution à l'étude des dérivés halogénés et oxy-halogénés du thorium, article a Annales de Chimie et de Physique (8è série) 23 (1911), p. 425-490
- Sur un mode général de préparation de chlorures anhydres, article a Comptes rendus hebdomadaires des séances de l'Académie des Sciences de Paris 152 (1911), p. 87-89
- Action de l'oxychlorure de carbone sur les sulfures artificiels et naturels, article a Comptes rendus hebdomadaires des séances de l'Académie des Sciences de Paris 152 (1911), p. 1250-1252
- Sur les carbonates de thorium, article a Comptes rendus hebdomadaires des séances de l'Académie des Sciences de Paris 153 (1911), p. 66-68
- Sur les hydrates du chlorure de zirconyle, article a Comptes rendus hebdomadaires des séances de l'Académie des Sciences de Paris 154 (1912), p. 821-823
- Sur les oxychlorures de zirconium, article a Comptes rendus hebdomadaires des séances de l'Académie des Sciences de Paris 154 (1912), p. 1234-1237
- E.Chauvenet, Georges Urbain Densite des sels doubles. Cas des chlorures de cuivre et d'ammonium, article a Comptes rendus hebdomadaires des séances de l'Académie des Sciences de Paris 156 (1913), p. 1320-1322
- Jean Barlot, E. Chauvenet Action de l'oxychlorure de carbone sur les phosphates et sur les silicates naturels, article a Comptes rendus hebdomadaires des séances de l'Académie des Sciences de Paris 157 (1913), p. 1153-1155z
- Sur les oxychlorures de zirconium, article a Annales de Chimie et de Physique (8è série) 28 (1913), p. 536-544
- Sur les carbonates de zirconium, article a Bui. soc. chim., (s6r. 4), 13,1913, (454-457)
- Albert Bouzat, E. Chauvenet Sur la chaleur de formation de quelques combinaisons du chlorure cuivrique avec le chlorure d'ammonium, article a Comptes rendus hebdomadaires des séances de l'Académie des Sciences de Paris 158 (1914), p. 40-42
- Sur deux combinaisons du chlorure de zirconium avec la pyridine, article a Comptes rendus hebdomadaires des séances de l'Académie des Sciences de Paris 158 (1914), p. 128-130
- Sur le radical zirconyle, article a Comptes rendus hebdomadaires des séances de l'Académie des Sciences de Paris 164 (1917), p. 630-633
- Sur les fluorures de zirconium et sur les fluorures de zirconyle, article a Comptes rendus hebdomadaires des séances de l'Académie des Sciences de Paris 164 (1917), p. 727-729
- Sur les bromures de zirconyle, article a Comptes rendus hebdomadaires des séances de l'Académie des Sciences de Paris 164 (1917), p. 816-818
- Sur les combinaisons de la zircone avec l'acide sulfurique, article a Comptes rendus hebdomadaires des séances de l'Académie des Sciences de Paris 164 (1917), p. 864-865
- Sur les sulfates de zirconyle, article a Comptes rendus hebdomadaires des séances de l'Académie des Sciences de Paris 164 (1917), p. 946-949
- Sur le sulfate acide de zirconyle, article a Comptes rendus hebdomadaires des séances de l'Académie des Sciences de Paris 165 (1917), p. 25-28
- Chem. Abstracts, 2175 (1917)
- E. Chauvenet, L. Nicolle Sur le nitrate neutre de zirconyle, article a Comptes rendus hebdomadaires des séances de l'Académie des Sciences de Paris 166 (1918), p. 781-783
- E. Chauvenet, L. Nicolle Sur les nitrates basiques de zirconyle, article a Comptes rendus hebdomadaires des séances de l'Académie des Sciences de Paris 166 (1918), p. 821-824
- E. Chauvenet, H. Gueylard Sur les combinaisos du sulfate neutre de zirconyle avec quelques sulfates alcalins, article a Comptes rendus hebdomadaires des séances de l'Académie des Sciences de Paris 167 (1918), p. 24-25
- E. Chauvenet, H. Gueylard Sur les combinaisos du sulfate acide de zirconyle avec quelques sulfates alcalins, article a Comptes rendus hebdomadaires des séances de l'Académie des Sciences de Paris 167 (1918), p. 126-129
- E. Chauvenet, Paul Bruère Sur l'azoture de zirconium, article a Comptes rendus hebdomadaires des séances de l'Académie des Sciences de Paris 167 (1918), p. 201-203
- Annales de Chimie et de Physique, (9è sèrie) 13 (1920), p. 59-65, 85
- E. Chauvenet, Paul Job, Georges Urbain Anyalyse thermochimique des solutions, article a Comptes rendus hebdomadaires des séances de l'Académie des Sciences de Paris 171 (1920), p. 855-857
- Albert Bouzat, E. Chauvenet Chaleurs de dissolution et de formation des chlorures doubles, article a Comptes rendus hebdomadaires des séances de l'Académie des Sciences de Paris 177 (1923), p. 1293-1295, 1428
- Augustin Boutaric, E. Chauvenet, Y. Nabot Détermination de la masse molèculaire de quelques sels de sodium par cryoscopie dans l'hyposulfite de sodium hydraté et fondu, article a Comptes rendus hebdomadaires des séances de l'Académie des Sciences de Paris 178 (1924), p. 571-572
- E. Chauvenet, Eugène Duchemin Sur la purification de la glucine, article a Comptes rendus de l'Académie hebdomadaires des séances des Sciences de Paris 185 (1927), p. 716-717
- E. Chauvenet, Eugène Duchemin Sur les combinaisons de l'oxychlorure de zirconium a les chlorures alcalins, article a Comptes rendus de l'Académie hebdomadaires des séances des Sciences de Paris 185 (1927), p. 774-776
- Albert Bouzat, E. Chauvenet Bull. Soc. chim. (4è série) 45 (1929), p. 913
- E. Chauvenet, Jacques Davidovicz Sur l'iodure de zyrconium, article a Comptes rendus de l'Académie hebdomadaires des séances des Sciences de Paris 189 (1929), p. 408–409
- E. Chauvenet, Joseph Tonnet Hydrolyse du chlorure de thorium, article a Bulletin de la soc. chim. France (4) 47 (1930), p. 701-708
- E. Chauvenet, Mine Souteyrand-Franck Sur le nitrate de thoryle, article a Bulletin de la soc. chim. France (4) 47 (1930), p. 1128-1131
- E. Chauvenet, Joseph Tonnet Sur les combinaisons anhydres du chlorure de thoryle avec les chlorures alcalins, article a Comptes rendus hebdomadaires des séances de l'Académie des Sciences de Paris 194 (1932), p. 1078-1079
- E. Chauvenet, Pierre Avrard Sur le dosage du sulfate de baryum dans les minerais de fer, article a Comptes rendus hebdomadaires des séances de l'Académie des Sciences de Paris 194 (1932), p. 1164-1166
- E. Chauvenet, Robert Chauvenet Sur la recherche en solution aqueuse des combinaisons entre le chlorure de thoryle et les chlorures alcalins, article a Comptes rendus hebdomadaires des séances de l'Académie des Sciences de Paris 194 (1932), p. 1246-1247
- E. Chauvenet, Pierre Avrard Sur le dosage du baryum dans les minerais de fer, article a Comptes rendus hebdomadaires des séances de l'Académie des Sciences de Paris 195 (1932), p. 331-332
- E. Chauvenet, Jeanne Boulanger Sur les combinaisons du bromure de zirconyle avec les bromures alcalins, article a Comptes rendus hebdomadaires des séances de l'Académie des Sciences de Paris 197 (1933), p. 410-411
- L.Zombory, M.Lemarchands, Sirot, W.Herz, Ed.Chauvenet i altres Bericht über die Fortschritte der analytischen chemie: Erdalkalimetalle, article a Zeitschrift für Analytische Chemie 95, 4-6 (1933), p. 177-206
- E. Chauvenet, Jeanne Boulanger Sur les combinaisons de l'iodure de zirconyle et des iodures alcalins, article a Comptes rendus hebdomadaires des séances de l'Académie des Sciences de Paris 199 (1934), p. 575-577
- A. Romeo, G. W. Rabowsky, E. v. Drathen, E. Chauvenet and Avrard, et al. Barium, article a Zeitschrift für Analytische Chemie vol. 104, n. 11-12 (1936), p. 437-439